# Terminator
Terminator (títol original en anglès The Terminator) és una pel·lícula estatunidenca del 1984 dirigida per James Cameron i protagonitzada per Arnold Schwarzenegger. La història està basada en diversos relats i idees de Harlan Ellison, que no va ser acreditat en la pel·lícula fins a molts anys més tard. La forma de l'Exterminador, el cyborg assassí, està basada en diferents malsons que Cameron va tenir estant malalt, i participà després en la idea amb diversos storyboards. La pel·lícula va suposar tota una revolució pels seus efectes especials innovadors per a l'època i el disseny del cyborg.
Durant l'estrena de Piranya 2 (1982), el director Cameron va emmalaltir i va somiar amb un tors metàl·lic que sostenia uns ganivets de cuina arrossegant-se a causa d'una explosió. Inspirat pel director John Carpenter, que havia fet la pel·lícula slasher Halloween (1978) amb un pressupost baix, Cameron va utilitzar el somni com a "plataforma de llançament" per escriure una pel·lícula dins aquest gènere.
Cameron va tornar a Pomona, Califòrnia, i es va quedar a la casa de l'escriptor de ciència-ficció Randall Frakes, on va escriure l'esborrany de The Terminator. Les influències de Cameron inclouen pel·lícules de ciència-ficció dels anys 50, la sèrie de televisió fantàstica dels anys 60 The Outer Limits i pel·lícules contemporànies com El conductor (1978) i Mad Max 2 (1981).
L'èxit de la pel·lícula seria l'origen de Terminator 2, Terminator 3: la rebel·lió de les màquines i Terminator Salvation, en les quals es desenvolupa el viatge a través del temps i el paper de Connor en la futura resistència post-nuclear.
Terminator va significar un punt d'inflexió en el món de les pel·lícules de ciència-ficció i en el cinema en general pels esmentats efectes especials, els quals van ser idea i obra de Stan Winston, productor i dissenyador de robots per a pel·lícules: va formar part de l'equip en la 2a i 3a part de Terminator; va dissenyar els robots per a Parc Juràssic, Doom (basada en el popular videojoc del mateix nom), Constantine, Big Fish, A.I. Artificial Intelligence, Aliens, Edward Scissorhands entre d'altres.
El disseny de l'endoesquelet de Terminator va ser realitzat en metall i va necessitar un comandament a distància per a poder controlar-lo. En les escenes que es veu el robot de cos sencer; aquest estava animat mitjançant la tècnica de stop-motion.
La pel·lícula va ser rodada amb un pressupost de classe B.
Aquesta pel·lícula ha estat doblada al català.

## Argument
L'any 2029, després de devastar la Terra i esclavitzar la humanitat, les màquines, governades per Skynet, estan a punt de perdre la guerra contra la resistència humana liderada per John Connor. Enfront d'aquesta situació, les màquines entenen que assassinar Connor en el present seria irrellevant, perquè ja ha conduït la resistència a la victòria. Per tant, Skynet elabora la seva estratègia decidint eliminar el líder enemic abans que aquest neixi, de manera que no pugui complir-se la seva missió de conducció futura. Per això envia al passat (any 1984) un Terminator T-800, un cyborg assassí (Arnold Schwarzenegger), a través d'una màquina del temps, amb la missió d'exterminar Sarah Connor (Linda Hamilton), mare de John, abans que aquest sigui concebut.
Assabentats del pla per a assassinar la dona que donarà a llum l'únic home capaç de salvar la humanitat, la resistència també aconsegueix accedir a la màquina del temps i assoleix enviar un soldat humà, Kyle Reese (Michael Biehn), amb la missió de protegir-la de l'exterminador.
Quan el Terminator arriba a 1984, ràpidament aconsegueix roba i armament, i realitza la seva missió. Assassina sistemàticament dues "Sarah Connors", de qui va trobar la seva adreça en la guia telefònica de Los Angeles. La policia està sorpresa a causa del fet que els assassinats van ocórrer al mateix temps, pel nom similar de les víctimes i perquè no tenien cap relació entre elles.
Després, el Terminator assassina la millor amiga de Sarah Connor i el xicot d'aquesta, ja que els troba a casa seva encara que descobreix que ha anat a una discoteca anomenada Tech Noir, on espera la policia. Els intents d'assassinat del Terminator a Sarah són evitats per Reese. Després el Terminator agafa un cotxe de policia i els segueix.
Després d'una breu persecució, Sarah i Reese s'oculten en un estacionament. A l'estacionament, Reese li explica a Sarah que en el futur, els militars crearan una intel·ligència artificial anomenada "Skynet", per prendre decisions estratègiques. Skynet pren consciència de si mateixa i decideix que l'espècie humana és una amenaça, per això decideix destruir-la. Per tant, pren el control de diverses armes nuclears dels principals països del planeta, i llança un atac termonuclear total, crea una guerra entre els humans i les màquines. Cal aclarir que en la primera seqüela del film, Terminator 2, el T800 afirma que la guerra nuclear inicialment va enfrontar els Estats Units amb Rússia. Segons la seva explicació, després d'adquirir Skynet consciència, els militars tracten de desconnectar-lo. Això fa que l'armament nuclear nord-americà, controlat absolutament el 1997 per Skynet, sigui llançat cap a Rússia, país que replica l'atac amb un de similar, i destrueix ambdós contendents. De les cendres del foc nuclear d'aquesta guerra mundial, les veritables vencedores seran les màquines. Tornant a la trama narrada en The Terminator, John Connor seria el futur capdavanter de la resistència i dirigiria els humans a la victòria.
El T-800 arriba de nou i els persegueix. Reese i Sarah són duts a una comissaria de policia, mentre que el Terminator escapa. En la comissaria, Reese és interrogat pel doctor Peter Silverman i ell defineix que Kyle és un llunàtic i que els seus deliris no tenen cap prova. Mentrestant en un motel, el Terminator està reparant el seu braç danyat i el seu ull i després es dirigeix a la comissaria de policia.
Mentre es troben en la comissaria el Terminator fa la seva aparició i sense donar temps a res comença a assassinar cada oficial de policia que troba al seu camí. En sentir l'arribada de l'exterminador, Kyle i Sarah s'amaguen i aconsegueixen escapar. Kyle i Sarah s'oculten en un camp de nit i es mostra el passat de Reese (el futur) en un flashback. En aquest futur postnuclear, Reese té una foto de Sarah que és cremada en un violent atac d'un Terminator a una base humana.
L'endemà, Sarah i Reese s'oculten en un motel i ambdós preparen diverses bombes de pipa per estar preparats davant una nova aparició del Terminator. Sarah li pregunta a Reese si alguna vegada ha tingut una amant i ell li respon que no i després li revela a Sarah que l'estima. Al principi, Reese se sent una mica ximple per haver-li revelat això, però Sarah li fa un petó i llavors fan l'amor.
A la nit, el Terminator els persegueix en una autopista i fereix Reese. Sarah estrella el Terminator amb una camioneta, però ella també s'estavella. El Terminator s'aixeca del terra i agafa un camió cisterna. Sarah i Reese aconsegueixen escapar just a temps de la camioneta estavellada i Reese destrueix el camió amb una de les poques bombes restants.
Quan creuen que el Terminator ha sigut destruït, l'endoesquelet sorgeix de les flames i els persegueix fins a una fàbrica automatitzada. En la fàbrica, Reese comença a encendre els aparells per evitar que el Terminator els rastregi. El Terminator els troba i Reese s'hi enfronta, però no li causa cap dany. Molt ferit, Reese encén una altra bomba de pipa i la col·loca en el tors del Terminator, i li lleva les cames. Per l'explosió, Sarah té un tros de metall clavat en una cama. Després, Sarah troba Reese, que és mort, mentre que el Terminator encara segueix viu i persegueix Sarah, que és gairebé escanyada per l'imparable cyborg. Finalment Sarah aconsegueix aixafar el Terminator amb una premsa hidràulica.
El final de la pel·lícula mostra Sarah a Mèxic, gravant diverses cintes que després donarà al seu futur fill quan aquest estigui llest. Sarah ja està embarassada de John Connor. Les cintes revelen que Reese és el seu pare i que el van concebre la nit que van estar junts en el motel. Sarah es deté uns minuts per posar benzina quan un nen mexicà li fa una fotografia amb una càmera Polaroid i li demana cinc dòlars per ella. Es pot veure que la fotografia és la mateixa que Reese tindrà en el futur. Després, el nen esmenta que s'apropa una tempesta, a la qual cosa Sarah respon "Ho sé", referint-se als foscs esdeveniments futurs.

## Repartiment
- Arnold Schwarzenegger - Terminator
- Michael Biehn - Kyle Reese
- Linda Hamilton - Sarah Connor
- Paul Winfield - tinent Ed Traxler
- Lance Henriksen - detectiu Vukovich
- Earl Boen - Dr. Peter Silverman
- Rick Rossovich - Matt Buchanan
- Dick Miller - dependent de la botiga d'armes
- Franc Columbu - Terminator en guerra del futur
- Bill Paxton - líder punk
- Brian Thompson - Punk
- Janniver de Moya - Punk 2

## Curiositats
- La resposta a per què es destrossen tràilers (camions) en la persecució, és perquè James Cameron els odia, ja que de jove va ser camioner.
- En l'escena en la qual el T-800 és partit en dues meitats, cal destacar que la bomba és posada en un punt feble de l'estructura: el maluc. Aquest és un punt feble perquè s'ajunta la columna amb el maluc sobre la bomba, i molt prop del tòrax.
- A Terminator 2, hi ha una altra escena d'un camió cisterna bolcant-se, també just al final de la pel·lícula; les diferències: el T-1000 (antagonista) és qui sofreix la caiguda i el camió cisterna no transportava benzina, transportava nitrogen líquid molt fred, que congela temporalment el T-1000.
- Una altra cosa interessant és que Terminator 2 és una pel·lícula semblant a una llegenda mexicana, mentre que Terminator tenia cervell humà; és a dir pensava com una persona, però era fet com un esquelet de metall; la llegenda conta que aquest subjecte era molt lleig i sempre havia somiat ser ben plantat i fort i que en la ciència trobaria la solució; de fet, l'estil va ser manllevat de la llegenda que es diu que succeirà.
- Es va emetre una sèrie de TV anomenada Les cròniques de Sarah Connor: la història comença uns anys després dels successos de Terminator 2, amb una Sarah Connor fugint de la justícia (i dels infatigables robots, és clar) i un John Connor adolescent.